# Margarita (film)
Pour les articles homonymes, voir Margarita.
Pour plus de détails, voir Fiche technique et Distribution.
Margarita est un film canadien réalisé par Dominique Cardona et Laurie Colbert, sorti en 2012.

## Synopsis
Une jeune fille au pair mexicaine, Margarita, s’occupe de Mali, jeune adolescente d'une famille bourgeoise canadienne.
Mais Margarita vit illégalement sur le sol canadien à l’insu de ses employeurs et de sa petite amie, Jane, une étudiante en droit.
Lorsque les parents de Mali décident de renvoyer Margarita par souci d'économie, l’univers de chaque protagoniste va s’en trouver bouleversé.

## Fiche technique
- Titre : Margarita
- Réalisation : Dominique Cardona, Laurie Colbert
- Scénario : Dominique Cardona, Laurie Colbert, Margaret Webb
- Production : Dominique Cardona, Laurie Colbert, Stacey Dodge, Kate Johnston, Paul Lee, Chris Plunkett, Rechna Varma
- Société de production : Rechna Varma Productions
- Musique : Germaine Franco
- Pays d'origine :  Canada
- Langue d'origine : Anglais, Espagnol
- Genre : Comédie dramatique
- Lieux de tournage : Toronto, Ontario, Canada
- Durée : 90 minutes
- Date de sortie : 
  -  France 1er avril 2012 (Festival international de films de femmes de Créteil)
  -  Japon 15 septembre 2012 (Tokyo International Lesbian & Gay Film Festival)

## Distribution
- Nicola Correia-Damude : Margarita
- Patrick McKenna : Ben
- Claire Lautier : Gail
- Christine Horne : Jane
- Maya Ritter : Mali
- Marco Grazzini (en) : Carlos
- Carlos Gonzalez-Vio : le chauffeur du remorqueur
- Supinder Wraich : une fille sexy sous la douche
- Leah Doz : une fille sexy sous la douche
- Zarrin Darnell-Martin : une fille sexy sous la douche
- Rebecca Applebaum : la fille au téléphone